# Episodi de Schlosshotel Orth (settima stagione)
La settima stagione della serie televisiva Schlosshotel Orth è stata trasmessa in anteprima in Germania dalla ZDF tra il 3 gennaio 2003 e il 25 aprile 2003.
| nº | Titolo originale       | Titolo italiano | Prima TV Germania | Prima TV Italia |
| -- | ---------------------- | --------------- | ----------------- | --------------- |
| 1  | Enthüllungen           | Inedito         | 3 gennaio 2003    | Inedito         |
| 2  | Verborgene Schätze     | Inedito         | 10 gennaio 2003   | Inedito         |
| 3  | Ein unschlagbares Team | Inedito         | 17 gennaio 2003   | Inedito         |
| 4  | Junge Liebe            | Inedito         | 24 gennaio 2003   | Inedito         |
| 5  | Der Glücksgriff        | Inedito         | 31 gennaio 2003   | Inedito         |
| 6  | Ungewisse Stunden      | Inedito         | 7 febbraio 2003   | Inedito         |
| 7  | Liebeskummer           | Inedito         | 14 febbraio 2003  | Inedito         |
| 8  | Verdächtigungen        | Inedito         | 21 febbraio 2003  | Inedito         |
| 9  | Reine Nervensache      | Inedito         | 7 marzo 2003      | Inedito         |
| 10 | Verschlungene Wege     | Inedito         | 14 marzo 2003     | Inedito         |
| 11 | Erzfreunde             | Inedito         | 21 marzo 2003     | Inedito         |
| 12 | Ein gut gemeinter Rat  | Inedito         | 28 marzo 2003     | Inedito         |
| 13 | Perspektiven           | Inedito         | 4 aprile 2003     | Inedito         |
| 14 | Der Prozess            | Inedito         | 11 aprile 2003    | Inedito         |
| 15 | Falsche Fährten        | Inedito         | 25 aprile 2003    | Inedito         |